# نهاوکا (نبراسکا)
نهاوکا(به انگلیسی: Nehawka) شهری در ایالت نبراسکا کشور ایالات متحده آمریکا است که جمعیت آن در سرشماری سال ۲۰۱۰ میلادی، ۲۰۴ نفر بوده‌است.